# 光刻
（英語： 或 ）是半导体器件制造工艺中的一个重要步骤，该步骤利用曝光和显影在光阻层上刻画几何图形结构，然后通过刻蚀工艺将光掩模上的图形转移到所在衬底上。这里所说的衬底不仅包含矽晶圆，还可以是其他金属层、介质层，例如玻璃、SOS中的蓝宝石。

## 概述
下面以衬底上金属连接的刻蚀为例讲解光刻过程。

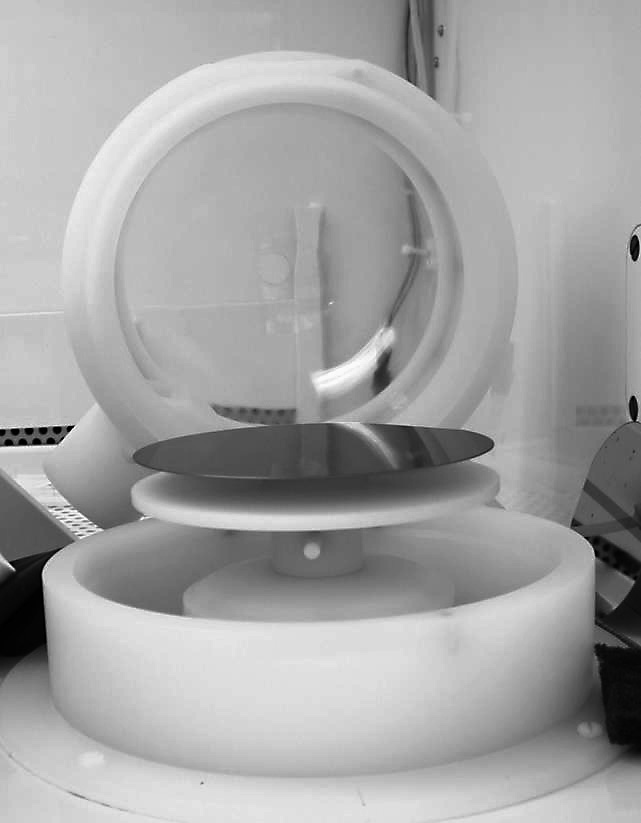
在硅晶片上涂光阻剂的甩胶机

首先，通过金属化过程，在硅衬底上布置一层仅数纳米厚的金属层。然后在这层金属上覆上一层光阻。这层光阻剂在曝光（一般是紫外线波长的准分子激光）后可以被特定溶液（显影液）溶解。使特定的光波穿过光掩膜照射在光阻上，可以对光阻进行选择性照射（曝光）。然后使用前面提到的显影液，溶解掉被照射的区域，这样，光掩模上的图形就呈现在光阻上。通常还将通过烘干措施，改善剩余部分光阻的一些性质。
上述步骤完成后，就可以对衬底进行选择性的刻蚀或离子注入过程，未被溶解的光阻将保护衬底在这些过程中不被改变。
刻蚀或离子注入完成后，将进行光刻的最后一步，即将光阻去除，以方便进行半导体器件制造的其他步骤。通常，半导体器件制造整个过程中，会进行很多次光刻流程。生产复杂集成电路的工艺过程中可能需要进行多达50步光刻，而生产薄膜所需的光刻次数会少一些。

## 光阻
微影製程中采用的感光物质被称为光阻，主要分为正光阻和负光阻两种。正光阻未被光照的部分在显影後会被保留，而负光阻胶被感光的部分在显影後会被保留。光阻不仅需要对指定的光照敏感，还需要在之后的金属刻蚀等过程中保持性质稳定。不同的光阻一般具有不同的感光性质，有些对所有紫外线光谱感光，有些只对特定的光谱感光，也有些对X射线或者对电子束感光。光阻需要保存在特殊的遮光器皿中。

## 步驟

### 衬底的准备
在涂抹光阻之前，硅衬底一般需要进行预处理。一般情况下，衬底表面上的水分需要蒸发掉，这一步通过脱水烘焙来完成。此外，为了提高光阻在衬底表面的附着能力，还会在衬底表面涂抹化合物。目前应用的比较多的是六甲基乙硅氮烷（hexa-methyl-disilazane, HMDS）、三甲基甲硅烷基二乙胺（tri-methyl-silyl-diethyl-amime, TMSDEA）等。

### 光阻的涂抹
在这一步中，需要将光阻均匀、平整地分布在衬底表面上。
首先，将硅片放在一个平整的金属托盘上，托盘内有小孔与真空管相连。由于大气压力的作用，硅片可以被“吸附”在托盘上，这样硅片就可以与托盘一起旋转。涂胶工艺一般分为三个步骤：
1. 将光阻溶液喷洒在硅片表面；
2. 加速旋转托盘（硅片），直到达到所需的旋转速度；
3. 达到所需的旋转速度之后，以这一速度保持一段时间。以旋转的托盘为参考系，光阻在随之旋转受到离心力，使得光阻向着硅片外围移动，故涂胶也可以被称作甩胶。经过甩胶之后，留在硅片表面的光阻不足原有的1％。

### 软烘干
完成光阻的涂抹之后，需要进行软烘干操作，这一步骤也被称为前烘。
在液态的光阻中，溶剂成分占65％－85％。虽然在甩胶之后，液态的光阻已经成为固态的薄膜，但仍有10％－30％的溶剂，容易沾污灰尘。通过在较高温度下进行烘培，可以使溶剂从光阻中挥发出来（前烘后溶剂含量降至5％左右），从而降低了灰尘的沾污。同时，这一步骤还可以减轻因高速旋转形成的薄膜应力，从而提高光阻 衬底上的附着性。
在前烘过程中，由于溶剂挥发，光阻厚度也会减薄，一般减薄的幅度为10％－20％左右。

### 曝光
在这一步中，将使用特定波长的光对覆盖衬底的光阻进行选择性地照射。光阻中的感光剂会发生光化学反应，从而使正光阻被照射区域（感光区域）、负光阻未被照射的区域（非感光区）化学成分发生变化。这些化学成分发生变化的区域，在下一步的能够溶解于特定的显影液中。
在接受光照后，正性光阻中的感光剂DQ会发生光化学反应，变为乙烯酮，并进一步水解为茚并羧酸（Indene-Carboxylic-Acid, CA），羧酸在碱性溶剂中的溶解度比未感光部分的光阻高出约100倍，产生的羧酸同时还会促进酚醛树脂的溶解。利用感光与未感光光阻对碱性溶剂的不同溶解度，就可以进行掩膜图形的转移。

### 显影
通过在曝光过程结束后加入显影液，正光阻的感光区、负光阻的非感光区，会溶解于显影液中。这一步完成后，光阻层中的图形就可以显现出来。为了提高分辨率，几乎每一种光阻都有专门的显影液，以保证高品質的显影效果。

### 硬烘干
光阻显影完成后，图形就基本确定，不过还需要使光阻的性质更为稳定。硬烘干可以达到这个目的，这一步骤也被称为坚膜。在这过程中，利用高温处理，可以除去光阻中剩余的溶剂、增强光阻对硅片表面的附着力，同时提高光阻在随后刻蚀和离子注入过程中的抗蚀性能力。另外，高温下光阻将软化，形成类似玻璃体在高温下的熔融状态。这会使光阻表面在表面张力作用下圆滑化，并使光阻层中的缺陷（如针孔）减少，这样修正光阻图形的边缘轮廓。

### 光阻的去除
这一步骤简称去胶。刻蚀或离子注入之后，已经不再需要光阻作保护层，可以将其除去。去胶的方法分类如下：
- 湿法去胶
  - 有机溶剂去胶：利用有机溶剂除去光阻
  - 无机溶剂：通过使用一些无机溶剂，将光阻这种有机物中的碳元素氧化为二氧化碳，进而而将其除去
- 干法去胶：利用等离子体将光阻剥除

除了这些主要的工艺以外，还经常采用一些輔助过程，比如进行大面积的均匀腐蚀来减小衬底的厚度，或者去除边缘不均匀的过程等等。一般在生产半导体芯片或者其它元件时，一个衬底需要多次重复光刻。

## 曝光系統
超大规模積體電路（VLSI）是曝光使用投影系統。曝光機可以應用於積體電路產業鏈中晶圓製造、封裝測試，以及平板顯示、高亮度LED等領域。

## 优点和缺点
光刻的优点是它可以精确地控制形成图形的形状、大小，此外它可以同时在整个晶片表面产生外形轮廓。不过，其主要缺点在于它必须在平面上使用，在不平的表面上它的效果要差一些。此外它还要求衬底具有极高的清洁条件。